# Mürefte, Şarköy
Mürefte là một thị trấn thuộc huyện Şarköy, tỉnh Tekirdağ, Thổ Nhĩ Kỳ. Dân số thời điểm năm 2011 là 2.763 người.